# لوصيف حماني
لوصيف حماني (مواليد 15 مايو 1950) هو ملاكم جزائري، مثّل بلاده في الألعاب الأولمبية الصيفية 1972.

## روابط خارجية
- لوصيف حماني على موقع بوكس ريك (الإنجليزية) (registration required)
- لوصيف حماني على موقع اللجنة الأولمبية الدولية (الإنجليزية)
- لوصيف حماني على موقع أوليمبيديا (الإنجليزية)